# پاسخ به بازنشانی
پاسخ به بازنشانی (ATR) پیامی است که توسط کارت هوشمند تماسی که از استانداردهای ISO / IEC 7816 پشتیبانی می‌کنند، پس از تنظیم مجدد تراشه کارت توسط دستگاه کارتخوان، ارسال می‌شود. ATR اطلاعات مربوط به پارامترهای ارتباطی ارائه شده توسط کارت، ماهیت و حالت کارت را شامل می‌شود.
از آنجا که ATR غالباً اشاره به پیامی دارد که از کارت هوشمند در مراحل اولیه برقراری ارتباط به دست می‌آید؛ یا از کارت خوان مورد استفاده برای دسترسی به آن کارت، که ممکن است پیام کارت را به فرمت ATR تبدیل کند (به عنوان مثال برای برخی از کارت خوان‌های PC / SC هنگام دسترسی به کارت هوشمند ISO / IEC 14443).
وجود یک ATR غالباً به عنوان اولین نشانه عملیاتی بودن کارت هوشمند استفاده می‌شود و از محتوای پیام به عنوان اولین آزمایش در خصوص مناسب بودن کاربری آن استفاده می‌شود.
کارتهای هوشمند تماس از طریق سیگنالی ورودی/خروجی بصورت همزمان و یا غیرهمزمان ارتباط برقرار می‌کنند. این دو حالت در یک جلسه ارتباطی خاص منحصر به فرد هستند و بیشتر کارتها با پشتیبانی از یک حالت ساخته می‌شوند. کارت‌های هوشمند تماسی مبتنی بر ریز پردازنده‌ها عمدتاً از انواع غیرهمزمان هستند که برای سیم کارت‌های تلفن‌های همراه، کارت‌های بانکی منطبق بر مشخصات EMV، کارتهای تماسی جاوا و کارتهای هوشمند برای تلویزیونهای پولی استفاده می‌شوند. کارتهای تمام-حافظه معمولاً از نوع سنکرون هستند.